# Magli (Casali del Manco)
Magli (I Magli in dialetto locale) è una frazione di 558 abitanti del comune di Casali del Manco.

## Storia
Fu casale di Cosenza, poi compreso nella bagliva di Spezzano Piccolo. Durante l'occupazione napoleonica di Roma, nel 1807 divenne un "luogo", ossia un'università nel cosiddetto "governo di Spezzano Grande"; il successivo riordino amministrativo del 1811, che istituì comuni e circondari, lo indicò come frazione di Verticelli, mantenendolo nella giurisdizione di Spezzano Grande. La riorganizzazione amministrativa seguita al ritorno dei Borbone nel 1816, che istituiva le due provincie di Catanzaro, in sostituzione di Monteleone, e di Reggio, rese Magli comune, comprendente le frazioni di Scalzati, Cribari, Trenta, Feruci, Verticelli e Casole. Tale situazione rimase fino al 1820 quando al posto del comune di Magli furono creati i comuni di Casole, con i villaggi, o frazioni di Scalzati e Verticelli, e di Trenta con Magli, Cribari e Feruci.
Dal 2017, in seguito all'annessione del comune di Trenta nel nuovo comune di Casali del Manco, Magli diviene frazione di quest'ultimo.

## Monumenti e luoghi d'interesse
- Chiesa della Madonna della Febbre
- Chiesa dell'Immacolata
- Chiesa di Sant'Elia
- Statua della Viletta
- Parcheggio
- Scuola media e asilo